# Regüela (La Coruña)
Regüela o San Vicente de Regüela (llamada oficialmente San Vicente de Regoela) es una parroquia del municipio de Cabañas, en la provincia de La Coruña, Galicia, España.

## Entidades de población
Entidades de población que forman parte de la parroquia:
- Lousada (A Lousada)
- Barcia
- Horta
- Monte (O Monte)
- Pazo (O Pazo)
- Someiro (O Someiro)
- Os Xicos
- San Marcos

## Demografía
| Gráfica de evolución demográfica de Regoela entre 2000 y 2018 |
|                                                               |
| Datos según el nomenclátor publicado por el INE.              |